# Bossig gaffeltandmos
Bossig gaffeltandmos (Dicranum montanum) is een soort uit het geslacht gaffeltandmos (Dicranum).

## Ecologie
Bossig gaffeltandmos groeit vaak op dood hout en op de voet van beuken, dennen, eiken en berken in de bossen op de hogere zandgronden.

## Verspreiding
In Nederland komt de soort algemeen voor, maar het ontbreekt vrijwel helemaal in het waddengebied, deltagebied en de duinen.